# Goiandira
Goiandira é um município brasileiro do sul do estado de Goiás. Sua população, segundo estimativas do Instituto Brasileiro de Geografia e Estatística (IBGE) em 2017, é de 5 605 habitantes.

## História
A região onde atualmente se localiza a cidade de Goiandira já foi terra dos Caiapós originários de Araxá e que se espalharam por quase todo o Triângulo Mineiro. A partir da segunda metade do século XVII, instalaram-se lá as expedições bandeirantes, dando início à ocupação portuguesa do território. A região integrava a Sesmaria de Campo Limpo, parte do antigo e vasto Sítio do Catalão.
No século XIX chegaram à região tropeiros, carreiros e várias famílias em busca de terras. Tomáz Garcia recebeu a posse de grande parte das terras que compunham a Sesmaria de Campo Limpo. A estação férrea da Fazenda Campo Limpo, que recebeu o nome Goiandira por determinação do engenheiro da ferrovia, foi a primeira estação ferroviária do estado de Goiás, inaugurada em 24 de fevereiro de 1913.  A estação era parte da linha Araguari-Goiandira da E.F.Goiaz e foi aberta a partir de Araguari, onde já estavam os trilhos da Mogiana desde o ano de 1896. Seu primeiro trecho, em 1911, ia até a ponte sobre o Rio Paranaíba, na divisa entre os Estados de Minas Gerais e Goiás.
Os trilhos da estrada de ferro impulsionaram o crescimento urbano e econômico da região da Sesmaria do Campo Limpo, que elevou-se a distrito, em 25 de janeiro de 1915, pela Lei Municipal nº 39, subordinado ao Município de Catalão. Em 6 de maio de 1931, Goiandira emancipou-se e tornou-se município, de mesmo nome da estação ferroviária local, pelo decreto-Lei 799. Os municípios de Cumari e Nova Aurora já foram parte do município de Goiandira, desmembrados em 1947 e 1953, respectivamente.

## Economia
Em toda a região, a atividade econômica predominante é o setor agropecuário. De acordo com estatísticas de 2005, a produção agrícola concentra-se em cana-de-açúcar (5 000 ha), mandioca (2 250 ha), milho (1 500 ha), soja (1 200 ha), além de banana (390 ha), arroz (300 ha), palmito (100 ha), feijão (88 ha) e café (20 ha). Quanto á produção pecuária, destaca-se o gado bovino (46 000 cabeças), seguido pelo de aves (29 500 cab) e de suínos (1 900 cab).
Segundo dados de maio de 2006, o município possui 12 estabelecimentos industriais e 46 estabelecimentos de comércio varejista.

## Religião
A religião predominante no município é a católica; a igreja principal é de devoção de Nossa Senhora do Rosário, que organiza anualmente, na cidade, a festa da Congada.

## Outras informações
- O feriado municipal ocorre no dia 6 de maio.
- Segundo dados de 2005[quem?], existem 5 escolas (com 1374 alunos) e 1 hospital (34 leitos) em funcionamento no município.